# Jesus (filme de 1979)
Jesus (alternativamente chamado de The Jesus Film[carece de fontes?]) é um filme estadunidense de 1979 que retrata a vida de Jesus Cristo, de acordo principalmente com o Evangelho de Lucas. Foi codirigido pelo australiano Peter Sykes, pelos britânicos John Heyman e John Krisch e filmado em Israel.

## Sinopse
Esse filme conta sobre como Jesus Cristo passou por dificuldades com pessoas que não acreditavam que ele era o Salvador.

## Elenco
| Ator               | Papel                   |
| ------------------ | ----------------------- |
| Brian Deacon       | Jesus de Nazaré         |
| Niko Nitai         | Simão Pedro             |
| Rivka Neuman       | Maria                   |
| Eli Cohen          | João Batista            |
| Miki Mfir          | Simão Fariseu           |
| Richard Peterson   | Rei Herodes             |
| Peter Frye         | Pôncio Pilatos          |
| Não creditado      | Isabel                  |
| Não creditado      | Simeão                  |
| Não creditado      | Jesus adolescente       |
| Gad Roll           | André                   |
| Michael Schneider  | Pai do rapaz epiléptico |
| Alexander Scourby  | Narrador                |
| Talia Shapira      | Maria Madalena          |
| Darwin Shaw        | Adão                    |
| Shmuel Tal         | João                    |
| Michael Warshaviak | Bartolomeu              |
| Leonid Weinstein   | Tiago, filho de Alfeu   |
| Kevin O'Shea       | Gesmas, mau ladrão      |
| Richard Kiley      | Narrador/Lucas          |